# 메이지촌 (가나가와현)
메이지촌(일본어: 明治村)은 일본 가나가와현의 중남부, 고자군에 속했던 촌이다. 현재의 후지사와시에 해당한다.

## 역사
- 1889년 4월 1일 - 정촌제 시행에 의해 고자군 메이지촌이 성립하였다.
- 1908년 4월 1일 - 메이지촌, 후지사와오사카정, 구게누마촌이 합병해, 후지사와정이 되었다.

## 교통

### 철도노선
도카이도선이 지나지만 메이지촌 당시에는 촌내에 역이 없었고, 후지사와정에 합병된 후 1916년에 쓰지도역이 개업했다. 

### 도로
- 국도 제2호선

## 참고 문헌
- 角川日本地名大辞典編纂委員会,『角川日本地名大辞典 神奈川県』1984, 角川書店
- 小幡宗海編『神奈川文庫 第五集 百家明鑑』神奈川文庫事務所、1900年。
- 大日本篤農家名鑑編纂所編『大日本篤農家名鑑』大日本篤農家名鑑編纂所、1910年。
- 中外新聞社編『代表的日本之人物』中外新聞社、1936年。